# Чиаберашвили, Зураб
Чиаберашвили, Зураб (груз. ზურაბ ჭიაბერაშვილი, родился 6 июня 1972 в Тбилиси Грузия) — грузинский политик и бывший министр здравоохранения Грузии.

## Образование
Тбилисский государственный университет.

## Трудовая деятельность
- Министр труда, здравоохранения и социальной защиты Грузии
- Мэр Тбилиси (2004—2005)
- Губернатор региона Кахети
- Посол Грузии в Совете Европы

## Персональные данные
Женат на Нино Лаквехелиани, имеет двух детей — Георгий и Мариам.

## Арест
21 мая 2013 года после допроса в краевой прокуратуре края Имерети Зураб был задержан. Чиаберашвили обвинялся в нарушениях закона по трём статьям Уголовного кодекса Грузии — 164-1 (подкуп избирателей), 182 часть 3 (растрата или присвоение средств с использованием служебного положения, повлекшая серьезный ущерб) и 332 (злоупотребление служебными полномочиями). Ущерб оценен в сумму 5,2 млн лари. Был выпущен 23 мая под залог в размере 20 тысяч лари.